# 캐럴 보더먼
캐럴 보더먼(Carol Vorderman, 1960년 12월 24일 ~ )은 잉글랜드에서 태어난 영국의 사회자, 방송인이다.

## 서훈
- 2000년 대영 제국 훈장 5등급(MBE) 수훈